# Linnaemya pulchella
Linnaemya pulchella là một loài ruồi trong họ Tachinidae.